# Molossops
Molossops är ett släkte av fladdermöss som ingår i familjen veckläppade fladdermöss.
Dessa fladdermöss blir 40 till 95 mm långa (huvud och bål). De har en 14 till 37 mm lång svans och 28 till 51 mm långa underarmar. Pälsfärgen på ovansidan varierar mellan gulbrun, rödbrun, chokladbrun och svartaktig. Undersidan är ljusgrå eller gulvit.
Kroppsbyggnaden är nästan samma som i släktet Molossus. Båda släkten har en bred nos, öron som har större avstånd från varandra och det saknas skrynkliga läppar som är typiska för flera andra veckläppade fladdermöss. I motsats till Molossus har Molossops päls på vingarnas undersida och inga rännor i kilbenet.
En grupp av upp till 8 individer vilar i trädens håligheter eller i andra gömställen. Annars är inte mycket känt om levnadssättet.
Arter enligt Wilson & Reeder (2005) samt IUCN:
- Molossops aequatorianus, västra Ecuador.
- Molossops mattogrossensis, från Venezuela och regionen Guyana till centrala Brasilien.
- Molossops neglectus, två populationer, norra Sydamerika respektive sydöstra Brasilien.
- Molossops temminckii, från Colombia och Venezuela till norra Argentina.

Arterna Molossops abrasus, Molossops greenhalli och Molossops planirostris som tidigare ingick i släktet listas sedan början av 2000-talet tillsammans med 2 nya arter i ett eget släkte, Cynomops.